# Enabling Grids for E-sciencE
EGEE (Enabling Grids for E-sciencE) — проект, направленный на построение грид-инфраструктуры, которая сможет использоваться в многочисленных научных исследованиях в Европе. Проект финансируется по 6-й рамочной программе Европейской комиссии IST FP6. Консорциум участников проекта включает более 70 институтов из 27 европейских стран. Для достижения заявленной цели EGEE использует уникальный опыт, полученный в предыдущих проектах Европейского сообщества (DataGrid, Crossgrid, DataTAG) и национальных инициатив (UK e-Science, INFN Grid, NorduGrid, US Trillium).
Главные цели проекта:
1. Построить безопасную, надёжную и устойчивую грид-инфраструкутуру
2. Разработать промежуточное программное обеспечение, gLite, специально предназначенное для использования разнообразными многочисленными научными дисциплинами.
3. Привлекать, заинтересовывать и поддерживать широкий круг пользователей из различных областей науки и промышленности, обеспечивая им всестороннюю техническую поддержку и обучение.

## Начало проекта
Проект EGEE начался в марте 2004 года под именем Enabling Grids for E-science in Europe, но вскоре сменил своё название на Enabling Grids for E-sciencE, так как к нему присоединились партнёры из США и Азиатско-Тихоокеанского региона.
Полигоном для запуска EGEE послужил LCG (LHC Computing Grid), целью которого является предоставление вычислительных ресурсов для анализа данных, поступающих от Большого адронного коллайдера (англ. Large Hadron Collider), работающего в ЦЕРНе, Женева. Этот проект объединяет вычислительные ресурсы, использующиеся во всём мире при решении задач из области физики высоких энергий и необходимые для обработки прогнозируемых 15 петабайт данных, которые коллайдер будет производить каждый год. Начав с этой инфраструктуры, EGEE добавляет ресурсы из всех частей света и привлекает пользователей из ряда других сообществ, чтобы сформировать самую большую грид-инфраструктуру в мире, которая могла бы использоваться в многочисленных областях науки. В результате научно-исследовательское сообщество Европы получит в своё распоряжение общий рынок компьютинга, услуги которого — круглосуточный доступ к крупнейшим вычислительным ресурсам. Доступ не будет зависеть от месторасположения потребителей и будет основываться на научных сетях Geant и NRNs.
С российской стороны в EGEE принимают участие 8 институтов Москвы, Московской области и Петербурга: НИИЯФ МГУ, ИТЭФ, ИФВЭ, ИМПБ РАН, ОИЯИ, ПИЯФ РАН, РНЦ КИ, ИПМ РАН. Российские участники образовали региональный консорциум РДИГ (Российский Грид для интенсивных операций с данными — Russian Data Intensive GRID, RDIG)

## Программное обеспечение
EGEE начал работать на промежуточном программном обеспечении LCG-2, используемом в проекте LCG (который, в свою очередь, базировался на ПО из EU DataGrid, предшественнике EGEE). Параллельно разрабатывается ПО gLite с добавлением компонент из ряда источников с тем, чтобы создать вариант программного обеспечения, который обеспечит полный набор основных грид-служб. По состоянию на февраль 2006 года имеется версия 1.5 gLite, включающая около 220 пакетов, представленных как 34 логических модуля для установки.
ПО gLite используется также рядом групп, не входящих в EGEE, таких, как проект DILIGENT, финансируемый Еврокомиссией. Французское космическое агентство CNES также планирует установить у себя gLite.

## Инфраструктура
EGEE охватывает более 180 сайтов из исследовательских центров, университетов, компаний и других заинтересованных организаций. Первоначально в инфраструктуру входили только европейские сайты, но теперь к ним добавились сайты из США и Азиатско-Тихоокеанского региона. Сейчас эти сайты располагают более 20 000 процессоров, и ожидается, что их число значительно возрастет в 2006—2007 гг., когда к ним добавятся машины для обработки данных с LHC и расшится состав приложений.
Инфраструктура работает на различном оборудовании, но при этом в настоящее время на всех компьютерах в инфраструктуре EGEE устанавливается принятая в ЦЕРНе версия Scientific Linux.

## Планы
EGEE должен закончиться 31 марта 2006 года, но уже ведутся переговоры с Еврокомиссией по следующему проекту, EGEE-II. EGEE-II предполагает расширение консорциума участников до более 90 партнёров из 32 стран, а также обещает поддержку неевропейских участников и прикладных сообществ. EGEE-II предусматривает работу по программному обеспечению, предполагающую интеграцию компонент из внешних источников. Этот проект должен начаться 1 апреля 2006 года.